# اللقبة
اللقبة
هي قرية في محافظة حماة. تقع شمال غرب مدينة حماة في سهل الغاب، وهي قرية ريفية بسيطة يشتهر أهلها بالزراعة ومن أشهر محاصيلها الرمان والزيتون، ترتفع عن سطح البحر 800 م ويوجد بها العديد من الأماكن السياحية مثل شلال اللقبة الذي ينسبه العديد من الناس إلى قرية الزاوية ولكنه في الحقيقة تابع لقر ة اللقبة،[بحاجة لمصدر]. كما يوجد فيها أيضاً نهر صغير وبعض الآثار القديمة التي يطلق عليها أهل القرية (السرايا).